# ドラえもんのひみつ道具 (おは-おん)
ドラえもんのひみつ道具 (おは-おん) では、藤子・F・不二雄の漫画『ドラえもん』、『大長編ドラえもん』(VOL.1〜17)、藤子・F・不二雄のその他の著作に登場するひみつ道具のうち、読みが「おは」で始まるものから「おん」で始まるものまでを列挙する。

## オバケせんこう
オバケせんこうは、「オバケせんこう」（藤子・F・不二雄大全集4巻に収録）に登場する。
目をつぶり、頭でオバケの形を考えながらこの線香の煙を吹くと、そのオバケが実体化して出てくる。このオバケとは会話をすることもできる。

## オバケタイマー
オバケタイマーは、「オバケタイマー」（てんとう虫コミックス36巻に収録）に登場する。
ハト時計のような形をした時計で、オバケを出したい時間に針をセットすると、セットした時間に窓が開いてオバケが出てくる。指令を出しておけば、近くにいた人を脅かして無理やり宿題などをやらせる事もできる。

## お化けたん知機
お化けたん知機（おばけたんちき）は、「弱いおばけ」（てんとう虫コミックススペシャル『ドラえもん カラー作品集』5巻に収録。藤子・F・不二雄大全集2巻では「お化けたん知機」の題で収録）に登場する。
お化け（幽霊や妖怪など）を探知する機械。首から吊り下げる箱型の機械と、それにコードで繋がったマイクのような道具で構成される。近くにお化けがいると、マイクのような道具が「ピッピッピッ」と鳴って知らせる。

## お化けツヅラ
お化けツヅラ（おばけツヅラ）は、「お化けツヅラ」（てんとう虫コミックス『ドラえもんプラス』3巻に収録）に登場する。
未来の世界でお化け屋敷ごっこに使う道具。つづらの中に幽霊、妖怪などのお化け型ロボットのセットが詰まっている。お化けはからかさ小僧やろくろ首といった、怖がりののび太ですら馬鹿にするほど古風なものばかりで、一見すると何の恐怖もないようだが、相手を叩いたり締め上げたりして攻撃し、どんな手段を使ってでも怖がらせようとする。少々乱暴ではあるが、安全装置が働いているので絶対に人間に危害は加えない。

## おはなしバッジ
おはなしバッジは、「おはなしバッジ」（てんとう虫コミックス3巻に収録）、「お話バッジ」（てんとう虫コミックススペシャル『ドラえもん カラー作品集』1巻に収録、大全集では「おやゆび姫をおいかけろ」に改題）に登場する。
童話になぞらえた体験ができるバッジ。ドラえもんの持ち物ではなく、セワシが「未来の幼稚園で流行しているからおじいさんにぴったり」と言って22世紀から送ってきた。このバッジをつけると、童話のとおりの展開が（こじつけも交えながら）起きる。
幼児向けの道具だけに、起きる事は使用者の人生に影響するような規模ではない。例えば宝を入手する話は金額的に些細な物である。
テレビアニメ第2作第1期では「すずめのすずめのお宿はどこだ?」（1999年11月26日放送）、テレビアニメ第2作第2期では「暑い夏にはおはなしバッジ」（2011年8月19日放送）や「一寸のび太の鬼たいじ」（2017年2月3日放送）にも登場する。テレビアニメ第2作2期「暑い夏にはおはなしバッジ」に登場するものは、ドラミが22世紀から送ってきたもの。
| 童話                 | 使用者     | 登場話                                                  | 備考 |
| -------------------- | ---------- | ------------------------------------------------------- | --- |
| 「桃太郎」           | 野比のび太 | 原作漫画「おはなしバッジ」                              | 作中ではのび太が桃太郎役、ジャイアンが鬼役、ジャイアンの叔母さんが猿役、叔母さんの飼い犬のポチが犬役という設定になった。雉に関しては叔母さんの持っていた洋服生地（「雉」と「生地」をかけている）で辻褄を合わせている。                               |
| 「花咲かじいさん」   | 野比のび太 | 原作漫画「おはなしバッジ」                              | 作中ではドラえもんが花咲爺さん役、上記のポチが犬役、ジャイアンが意地悪爺さん役と言う設定になった。 |
| 「浦島太郎」         | 野比のび太 | 原作漫画「おはなしバッジ」                              | 作中ではのび太が浦島太郎役、ジャイアンが亀を虐めていたいじめっ子役、かめ吉が亀役、かめ吉の母が乙姫役と言う設定になった。話のオチでセワシが登場していたが、これはセワシがのび太の玄孫であり、のび太はセワシのお爺さんという立場である事を表している。 |
| 「舌切り雀」         | 野比のび太 | テレビアニメ第2作第1期「すずめのすずめのお宿はどこだ?」 | のび太としずかがおじいさん役、ジャイアンとスネ夫がおばあさん役となっている。 |
| 「かちかち山」       | 本編未登場 |                                                         | |
| 「親指姫」           | 源静香     | 原作漫画「お話バッジ」                                  | |
| 「ムジナ」           | 野比のび太 | テレビアニメ第2作2期「暑い夏にはおはなしバッジ」        | 怪談全9種類 |
| 「お菊の皿」         | 野比のび太 | テレビアニメ第2作2期「暑い夏にはおはなしバッジ」        | 怪談全9種類 |
| 「耳なし芳一」       | 剛田武     | テレビアニメ第2作2期「暑い夏にはおはなしバッジ」        | 怪談全9種類。ジャイアンが芳一役、ドラえもんが和尚役、ジャイアンの母ちゃんが悪霊役となっている。お経は「透明ペンキ」を使用して、ジャイアンは全身の他に耳にも塗ったものの、身体の後ろ側を塗っていなかった事が災いして母ちゃんにバレた。                |
| 「ろくろ首」         | 作中未使用 | テレビアニメ第2作2期「暑い夏にはおはなしバッジ」        | 怪談全9種類 |
| 「お化け」           | 作中未使用 | テレビアニメ第2作2期「暑い夏にはおはなしバッジ」        | 怪談全9種類 |
| 「おいてけ堀」       | 作中未使用 | テレビアニメ第2作2期「暑い夏にはおはなしバッジ」        | 怪談全9種類 |
| 「化猫」             | 作中未使用 | テレビアニメ第2作2期「暑い夏にはおはなしバッジ」        | 怪談全9種類 |
| 「累ヶ淵」           | 作中未使用 | テレビアニメ第2作2期「暑い夏にはおはなしバッジ」        | 怪談全9種類 |
| 「雪女」             | 作中未使用 | テレビアニメ第2作2期「暑い夏にはおはなしバッジ」        | 怪談全9種類 |
| 「おむすびころりん」 | 野比のび太 | テレビアニメ第2作2期「一寸のび太の鬼たいじ」            | |
| 「一寸法師」         | 野比のび太 | テレビアニメ第2作2期「一寸のび太の鬼たいじ」            | |

## おみやげフロシキ
おみやげフロシキは、「おみやげフロシキ」（てんとう虫コミックス37巻に収録）に登場する。
一見すると空っぽの風呂敷包みだが、どこかの家を訪問するとき、家の前で品物の名前を言うと、包みがむくむくと膨らみ、その品物が出てくる。よそへの土産を出すための道具であり、自分の欲しいものを自分で言って出すことはできない。出せる品物に制限はなく、生き物や現実に存在しないものまで出すことが出来る。
ただし作中では、のび太がスネ夫に（何の説明もせず）メモを渡してのび太の家の前で読むようにいって、テレビゲームが偶然出てくると、スネ夫はそれを持ち帰ってしまったことから、出てきた後で心変わりするのは問題ないようである。

## 思いきりハサミ
思いきりハサミ(おもいきりハサミ)は、「大人気! クリスチーネ先生」（てんとう虫コミックス37巻に収録）に登場する。
見た目は普通のハサミ。このハサミを鳴らす音を聞いた人は、迷っていたことを思い切って実行に移す（恋人への告白やいじめっ子に勝負を挑むなど）。

## オモイコミン
オモイコミンは、「オモイコミン」（てんとう虫コミックス22巻に収録）に登場する。
一粒飲んで「○○は××である」と思うと、実際そう見える（先入観、あるいはプラセボ効果を発生させる）。たとえば難しい宿題は簡単な問題だと思ってみたり、強い相手は人形だと思ってみる、などの利用方法がある。
テレビアニメ第2作1期では、これをリメイクしたような道具で、耳当ての形をした「オモイコミミ」が登場した。

## オモイデコロン
オモイデコロンは、「ココロコロン」（てんとう虫コミックス20巻に収録）に登場する。
このコロンを物にかけると、その持ち主の夢の中に、その物との思い出が浮かんでくる。

## おもかるとう
おもかるとうは、「おもかるとう」（てんとう虫コミックス26巻に収録）に登場する。
この道具の光線を浴びせると、浴びせられたものの質量を自由に変えることができる。変更する質量は、道具についた目盛りで変えられる。また、浴びた時間によっても変化するらしく、光線を浴び過ぎたジャイアンは地面にめりこんでいくほど重くなってしまった。
類似した道具にふんわりズッシリメーターがある。

## 重さすいこみ銃
重さすいこみ銃（おもさすいこみじゅう）は、「重さすいこみじゅう」（てんとう虫コミックススペシャル『ドラえもん カラー作品集』2巻に収録）に登場する。
重さを吸い取り、物体の重さを軽くすることができる。銃で撃つたびに重さが吸い取られ、その分軽くなるという仕組み。
テレビアニメ第2作1期「重さすいこみ銃」では、吸い取る重さをダイヤルで調節してから銃で撃つと、その分軽くなるという仕組みになっている。吸い取った分を戻せばもとの重さに戻る。

## おもちゃの兵隊
おもちゃの兵隊（おもちゃのへいたい）は、「おもちゃの兵隊」（てんとう虫コミックス4巻に収録）に登場する。
サーベルを持つ指揮官と、銃剣付自動小銃を持つ小銃兵4人（陸軍の1個組又は1個班に相当）で構成されている、18世紀歩兵風の小型ガードロボットのチーム。外見は小さな人形で、その姿はくるみ割り人形によく似ていて（ただし熊毛帽ではなくシャコー帽を被り、銃兵は背嚢を背負う）、初めて見る者からは侮られる。しかし見かけによらず性能は本格的、火力も充分で、一斉射撃により相手を一瞬で黒焦げにし、有効射程内なら100km/h近くで飛ぶ飛翔体さえ撃墜する。もっとも銃剣の痛さは蟻に噛まれる程度。
どんな相手からも守ってくれる強力無比なボディーガードだが、戦闘能力に比べて判断力に乏しく、警護対象者に文句、叱りつけたり、肩を叩いた程度でも敵と見なして攻撃する。一度敵だと認識すると、相手が逃げ出しても追撃して黒こげにするまで止まらない。しかも起動後最初に命令を下した者の指示にしか従わないので、命令者と警護対象者が異なっていた場合、警護対象本人の命令すら聞かずに暴走してしまう（命令者が警護対象者に怒った場合、命令者を攻撃する）。
作中ではドラえもんの「いつ、いかなる状況下でも、のび太を守れ」という命令を受けて、のび太に襲いかかったジャイアンを黒焦げにした（テレビアニメ第2作2期では防具とヌンチャク・バットで武装して復讐戦にいどんだが、返り討ちにされた）。しかし、スネ夫（ボールを消し炭にされたことで文句を言った）、しずか（のび太を呼び止めようと肩を叩いた）、命令者のドラえもん（のび太にジグソーパズルを台無しにされて怒った）までも黒焦げにし、玉子（家の手伝いをサボったのび太に説教した）にも襲いかかった。
テレビアニメ第2作1期では一斉射撃の際キノコ雲が描写され、また一体だけ他の兵隊より遅れてくるものがある。それほどメジャーな道具でないにもかかわらず、「ドラえもんのうた」の第2番の歌詞に名前が登場している。
テレビアニメ第2作2期では、指揮官はひげを生やし、遅れてくるものもなくなった。キノコ雲の描写もカットされた。さらにテストで0点を繰り返したことを説教した先生をも黒焦げにしてテスト用紙も消し炭にした。
『続・ドラえもん全百科』のクイズや『ドラえもん・ふしぎシリーズ (1)ロボットのふしぎ』中の「ドラえもんのたん生日」では、ゴキブリやネズミなどの駆除に適しているとされる。ただし後者では深追いして下水道を通り、よその家でまで暴れた（駆除対象がジャイアンが意地悪で贈った玩具のネズミで、剛田家へ追って行ったのでジャイアンの自業自得でもあったが）。

## 折り紙飛行機コントローラー
折り紙飛行機コントローラー（おりがみひこうきコントローラー）は、「おり紙ラジコン」（ぴっかぴかコミックス13巻に収録。藤子・F・不二雄大全集7巻では「折り紙ラジコン」の題で収録）に登場する。
紙飛行機にアンテナをつけることで、自由に操作することができるようになる道具。飛行機の位置はレーダーによって確認することができる。

## おりこうターバンくん
おりこうターバンくんは、『ドラえもん のび太のドラビアンナイト』に登場する。
その名の通り頭に巻くターバン型の道具。額の部分の羽飾りを外して笛のように吹き鳴らすと、蛇使いの如くターバンを思いのままに操ることができる。
作中ではドラえもんたちがアラビアンナイトの世界へ行くにあたり、ガイドの用意したターバンがドラえもんの大きな頭に合わなかったため、代りに自前のこのターバンを使用した。当初は単なる衣装としての使用だったものの、旅の途中で四次元ポケットを悪者に奪われたため、唯一所持しているひみつ道具として、見張り台にしたり、巨大な繭のようにして砂嵐を防いだりと、意外な活躍を見せた。
なお前述の名称は原作漫画でのもので、映画では「おりこうターバン」と呼ばれている。

## おりたたみハウス
おりたたみハウスは、「おりたたみハウス」（てんとう虫コミックス24巻に収録）、「のび太の地底国」（同26巻に収録）、「めいわくガリバー」（同36巻に収録）に登場する。
折り畳み式の家になっており、広げると六畳間ほどの広さになる。紙でできているが鋼鉄より頑丈。中には暖炉型のストーブ、冷蔵庫、テレビ、電話など生活に必要なものが一通り揃っている（調度品は一見すると壁面の絵画だが、本物として機能する）。時計を操作すると、窓の外に映る景色が時計の時刻に連動する（波の音なども入る）。ただし壁の二面と屋根が透明な壁でできているため、外から中が丸見えになってしまうという欠点がある。また、ネズミもいる。
前述の欠点が不評だったためか、「のび太の地底国」で登場するものは透明な部分がなく、通常の家同様に四方が普通の壁に囲まれ屋根もある家となっている。
「ドラミおおはりきり」（ぴっかぴかコミックス7巻に収録）に登場するままごと用の家（正式名称不明）も似た様な機能を持っている。そちらは壁が三面あり（壁の無い所を通れるかは不明）、雑誌付録の紙工作のように組み立てて使用する。

## 音楽イモ
音楽イモ（おんがくイモ）は、「メロディーガス」（てんとう虫コミックス4巻に収録）、「スネ夫のお尻が行方不明」（同32巻に収録）に登場する。
このイモを一口食べて10分経つとメロディーガス（音楽を奏でるおなら）が出る。音は発声練習に加えて童謡の『鳩』。一度に何本も食べると、強烈な臭いを伴った大量のガスが噴出するため、ガス爆発するかのように体が吹っ飛ぶおそれがあるが、前者ではのび太がロケットのように空を飛ぶ程度にとどまった。後者ではスネ夫がジャイアンによるダルマ落としハンマーで臀部をなくした際に活用した。

## 音声多重ワイドスクリーンテレビゲーム
音声多重ワイドスクリーンテレビゲーム（おんせいたじゅうワイドスクリーンテレビゲーム）は、「長い長いお正月」（てんとう虫コミックス23巻に収録）に登場する。
名前のみの登場で、実際に道具は登場していない。ドラえもんがこれを出そうとしたところ、のび太が苦手だと言って止めた。

## 温泉ロープ
温泉ロープ（おんせんロープ）は、「温泉ロープでいい湯だな」（てんとう虫コミックス22巻に収録）という回に登場する。
形は輪になった縄。地面の上に広げておくだけで、輪の内側に温泉が沸き出る。室内でもどこでも使用可能。ドラえもんによるとそこから出るお湯は「体に良い」とのこと。「あったかくていいにおい!」と大のお風呂好きのしずかも感激していた。